# Synagogue d'Emden (1836-1938)

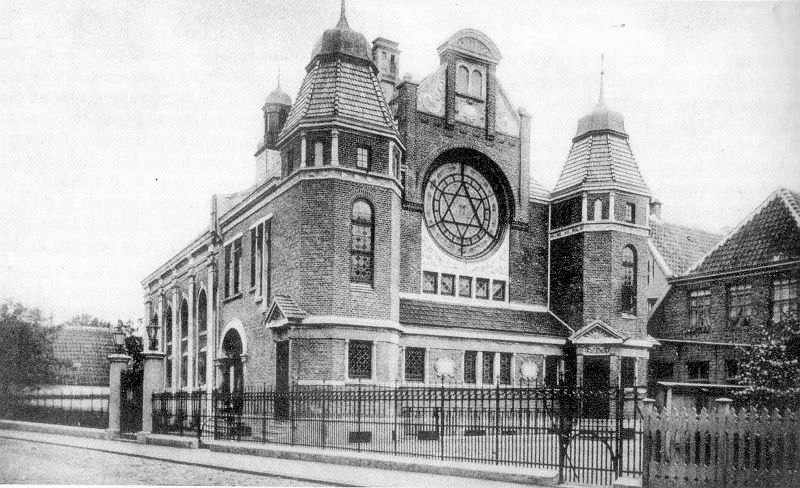
La synagogue d'Emden

La synagogue d'Emden, inaugurée en 1836 et agrandie en 1910, a été détruite en 1938 lors de la nuit de Cristal comme la plupart des autres lieux de culte juif en Allemagne.
Emden est une ville portuaire allemande du Land de Basse-Saxe, sur le fleuve Ems, principale ville de la région de la Frise orientale, près de la frontière avec les Pays-Bas. Elle compte actuellement environ 52 000 habitants.

## Histoire de la communauté juive

### La légende
Une communauté juive a existé à Emden depuis le XVIe siècle, jusqu'à 1938-1940.
Selon d'anciennes légendes non vérifiables historiquement, des Juifs se seraient installés en ville depuis l'Antiquité. Après la destruction de Jérusalem par Titus en 70, des prisonniers juifs auraient été débarqués à Emden. L'historien frison Eggerik Beninga (1490-1562) dans sa Chronique de la Frise orientale, fait remonter la venue des Juifs sur les côtes de la mer du Nord, en Frise orientale, à la destruction du premier temple par Nabuchodonosor II.

### DuXIVeauXVIIIesiècle: les débuts de la communauté juive
On suppose que des Juifs ont vécu à Emden au XIVe siècle, peut-être de façon temporaire, mais aucune preuve documentaire n'existe permettant de le confirmer.
Depuis 1571, des documents attestent de la présence juive en ville, mais les premières familles se sont certainement installées quelques années plus tôt. Des sources plus tardives indiquent que dès 1530, il y a des Juifs dans la ville. Dans une lettre de doléance datée du 9 mars 1590, contre le comte  Edzard Ier et le conseil municipal, adressée par les citoyens d'Emden aux commissaires impériaux venus régler les différends entre le souverain et ses sujets, les citoyens font part de leur mécontentement que les Juifs sont autorisés à exercer publiquement leur religion et qu'ils ne portent pas de signes distinctifs. Les commissaires déboutent les citoyens concernant ce sujet, et les Juifs continuent à vivre dans la ville comme auparavant.
Le comte Ulrich II (1605-1648) reçoit les Juifs à sa cour et même un couple juif est marié par un rabbin en présence de toute la cour. Ce fait attise le courroux du pasteur luthérien Walther, qui s'exprime ainsi : « En présence de 100 diables, une paire de diables a été unie par un diable âgé; les gens n'ont aucun respect à l'égard de Dieu ou de moi-même ».
Les premières familles juives sont d'origine ashkénaze, et ce n'est que plus tard, après 1649 ou même 1700, voire 1712, que quelques familles juives séfarades, des marranes portugais, viennent s'installer à Emden. Un magistrat d'Emden accorde en 1649 des privilèges aux Juifs portugais, qu'il renouvelle en 1703 en leur attribuant la pleine citoyenneté. Parmi ces Portugais, on peut mentionner le médecin Abraham German (1752), vivant auparavant à Amsterdam, Isaac van der Hock (1753); Isaac de Lemos (1765); et  Isaac Aletrino (1782). Ils sont très bien accueillis, car comme le déclare le magistrat : « Les gens de cette qualité sont très utiles et même indispensables pour le commerce avec la Caraïbe ».
Le premier registre de Schutzgeld (argent de protection) date de l'année 1589 et concerne six familles juives allemandes. Initialement les Juifs de la ville sont sous la protection de la maison du grave de Frise orientale, mais au début du XVIIe siècle, ils passent sous la protection de la ville.
En 1613, on compte 16 familles juives à Emden, en 1624 leur nombre est de 24 et ce nombre va progresser jusqu'au milieu du XVIIIe siècle pour parvenir à 98 familles en 1741, devenant une des communautés les plus importantes de l'Allemagne du nord-ouest. Dès le XVIIe siècle, il existe une émigration juive d'Emden vers l'Amérique : en 1696, Abraham Isaack d'Emden joue un rôle important dans la construction de la première synagogue de New York. En 1771, la population juive d'Emden atteint son maximum en termes de pourcentage de la population totale avec 7,6 pour cent.
Les villes voisines de Greetsiel, ldersum, Pewsum, Rysum, Wirdum et Woquard où vivent également quelques familles juives, sont rattachées à la communauté juive d'Emden.
Les familles juives aux XVIIe et XVIIIe siècles sous la protection de la municipalité, exercent très librement leurs activités économiques et commerciales. Elles peuvent posséder maisons et propriétés foncières et il  y a peu de restriction à l'immigration. Le nombre de familles juives aisées restent cependant très faible, soit environ 10 pour cent des familles. Près des deux tiers des membres de la communauté, principalement  des fripiers ou des bouchers, appartiennent à la classe inférieure de la communauté juive.
Ce n'est qu'après la prise de contrôle de la Frise orientale par la Prusse en 1744, que la situation des Juifs de la ville subit une nette dégradation. Comme argent de protection, les Juifs doivent payer la somme de 776 thalers, et il en coûte encore 80 thalers pour léguer à un de ses fils ce droit de protection. Vers la fin de la guerre de Sept Ans (1756-1763), les premières émeutes contre les Juifs surviennent, dues aux privations et mauvaises conditions économiques pendant la guerre. Le 30 mai 1762, la foule s'en prend aux Juifs accusés d'avoir déprécié la monnaie, et le conseil municipal ne réussit à rétablir l'ordre et disperser la foule, qu'après la destruction, mais sans pillage, des maisons de quatre des plus riches Juifs de la ville.

### LeXIXesiècle: une communauté en forte croissance
Au XIXe siècle, le nombre de résidents juifs dans Emden s'établit ainsi : en 1804, 490 habitants juifs soit 4,4 % des 11 128 habitants de la ville ; en 1828, 802 Juifs soit 6,7 % des habitants, en 1848, 730 Juifs soit 5,7 % des 12 727 habitants ; en 1861, 758 sur 12 139, soit 6,2 % ; en 1871, 681 soit 5,4 % de 12 588 ; en 1885, 663 soit 4,7 % de 14 019; en 1895, 726 soit 5,0 % de 14 485 et en 1905, 809 Juifs pour une population totale de 20 754 habitants, soit 3,9 %.
Après le traité de Tilsit, en 1807, Napoléon incorpore la Frise orientale dans le Royaume de Hollande, avec à sa tête son frère Louis Bonaparte. Celui-ci libère les Juifs de toutes les restrictions et leur accorde le 23 février 1808 les mêmes droits et privilèges que pour les Juifs de France, c'est-à-dire, la pleine nationalité. Les Juifs ne sont plus astreints à payer une lourde somme pour leur protection. Il y a alors 1 364 juifs dans l'arrondissement d'Emden, dont un peu moins de 500 dans la ville même d'Emden. Parmi ceux-ci on compte environ 100 indigents.
Lors de la réorganisation des nouveaux districts par le consistoire central de Paris en 1811, Emden devient le siège de la synagogue pour les localités départementales d'Oester-Ems (1 500 Juifs), de Wesermündungen 1 129) et d'Oberems (1 076).
Après la chute de l'empereur et le retour du gouvernement hanovrien, les Juifs d'Emden doivent de nouveau faire face à de nombreuses restrictions. Le ministère du royaume de Hanovre tente de réduire le nombre de Juifs dans la Frise orientale et à Emden, en appliquant diverses mesures contraignantes, ce qui conduit à une diminution assez sensible du nombre de Juifs entre 1828 (802) et 1842 (691). Ce n'est qu'au cours des années 1840, que la situation des Juifs de la ville commence à s'améliorer: en 1843, les premiers habitants juifs deviennent officiellement citoyens d'Emden et en 1852, déjà 46 Juifs d'Emden ont acquis la citoyenneté. Au début du XIXe siècle, la majorité des Juifs d'Emden vivent encore de petits commerces, de friperie, de petits prêts d'argent sur gage, de commerce de bétail ou du métier de la viande. Ce n'est qu'au milieu du XIXe siècle qu'apparaissent les premiers artisans juifs, ainsi que quelques membres de professions libérales tels que médecins ou avocats.
La communauté possède une synagogue, une école juive, un Mikvé (bain rituel) et un cimetière. Pour assister le rabbin dans ses tâches religieuses, la communauté embauche un enseignant, un Hazzan (chantre) et un shohet (abatteur rituel). Dans les années 1843-1845, la communauté construit une école communautaire à trois classes, et réduite ultérieurement à deux classes, où enseignent dès 1858 trois professeurs.

### Le début duXXesièclejusqu'au nazisme
Pendant la Première Guerre mondiale, la communauté juive perd au front dix de ses membres.
En 1925, la communauté compte environ 700 personnes soit 3 % de la population de la ville. Elle est présidée par Jacob S. Pels, Philipp Meyer, S. Nordheimer et Rendant Gottschalk. Le rabbin régional Dr S. Blum est assisté de Joel Hes et de B. Schwarz, respectivement Hazzan et Shohet. 60 élèves sont inscrits à l'école élémentaire juive et suivent les cours de B. Apt. À ces élèves, se rajoutent les 40 élèves des écoles secondaires publiques qui suivent des cours d'éducation religieuse donnés dans les locaux de l'école primaire juive.
En 1932, la communauté est dirigée par Louis Wolff, président, assisté de ses vice-présidents Max v.d. Walde et Hermann Seligmann. Le rabbin Blum officie avec le maitre-chantre I. Wolkenfeld et le chantre S. Igler. 61 élèves sont inscrits à l'école élémentaire juive, tandis que 80 enfants plus âgés reçoivent une instruction religieuse. Les cours sont donnés par S. Hirschberg et par Julius Gottschalk. Les familles juives des villages alentour d'Oldersum, avec 23 personnes en 1924 et 9 en 1932, de Woquard avec 5 personnes en 1924 et 2 en 1932 et  Wirdum avec 6 personnes en 1924 et 2 en 1932, sont rattachées à la communauté d'Emden.
La communauté gère deux établissements: un orphelinat juif (Esrath Jessomim), créé en 1886, avec 12 places pour les jeunes filles et 12 pour les garçons, présidé par le rabbin régional Blum et dirigé par Emil Zielinsky; un asile juif, fondé en 1879, permettant d'héberger 8 personnes, présidé par Jabob Pelset dirigé par Mme Bundheim, veuve de Simon Bundheim.
La communauté est très structurée pour venir en aide à ses pauvres et pour l'encadrement de sa jeunesse. De nombreuses associations caritatives, culturelles ou sportives, existent, dont certaines très anciennes: la Israelitische Kranken- und Beerdigungsbrüderschaft (Fraternité israélite pour les malades et les enterrements), créée en 1661, dirigée de 1924 à 1932 par Moritz v.d. Berg, W. D. d. Beer et M. Löwenstein, avec 180 à 200 membres; la weibliche Kranken- und Beerdigungsverein (Association féminine pour les malades et les enterrements), dirigée par Mmes B. Selig; S. Gossels et Is. Gossels; Esches Chajil, fondé en 1848 avec 110 membres, sous la direction en 1932 de Mme B. de Leuw, dont les buts sont les soins aux malades et la formation professionnelle pour les jeunes filles et les femmes nécessiteuses; La Verein für durchreisende Arme Hachnossath Orchim (Association pour les pauvres migrants), fondée en 1846, sous la direction de 1924 à 1932 de J. Gans et L. ten Brink, avec 91 membres, la Knabenverein Derech Z'dokoh (Club des enfants), fondé en 1860, et dirigé en 1932 par le professeur Julius Gottschalk, avec pour but la garde d'enfants et leur participation aux fêtes juives; le Jüdischer Jugendbund (Union de la jeunesse juive), un club sportif et littéraire, sous la direction en 1924 de Julius Gottschalk et en 1932 d'Ida Polak; le Club jüdischer Mädchen (Club des jeunes filles juives), sous la direction en 1924 de Frieda S. Falk; la branche locale de Agudas Jisroel Jugendorganisation, sous la direction de 1924 à 1932 de Jacob v.d. Walde; la branche locale de Brith Haolim, sous la direction en 1924 d'Isi Falk; le Israelitischer Mäntelchen-Verein (Bigde S'rod) (Association du petit manteau), sous la direction en 1924 de Mme Phil. Meyer et de la femme du rabbin régional Blum; La Talmud-Tora-Verein(Association du Talmud-Torah), sous la direction du rabbin régional Dr Blum et de Ph. Meyer; Plusieurs autres associations, telles que Moaus Laewjon, Malbisch Arumim (fondée en 1900, avec pour but la fourniture d'habits pour les indigents), Hachnossat Kallo (fondée en 1811, avec pour but la fourniture de trousseaux de mariage aux pauvres jeunes filles), Orach Chajim, Bachure Chemed (fondée en 1800, fourniture de repas aux indigents pour les fêtes), Roeh Simchah comptent toutes entre 15 et 40 membres.
La communauté est aussi représentée auprès des instances juives nationales. Il existe une section locale de la Centralverein (Association centrale des Juifs allemands), présidée en 1924 par le Dr Sternberg et Hermann Seligmann, du Reichsbund jüdischer Frontsoldaten (Ligue du Reich des soldats juifs du front), présidée en 1924 par Arnold Visser avec 45 membres, de l'Organisation sioniste, présidée en 1932 par le Dr Kretschmer.
La majorité des associations caritatives sont regroupées dans l'"Örtliche Zentrale für jüdische Wohlfahrtspflege - Arbeitsgemeinschaft der Wohlfahrtsvereine" (Centrale locale de l'aide sociale juive – groupe de travail des œuvres caritatives), sous la présidence en 1932 de Moritz v.d. Berg.

### La période nazie et la fin de la communauté juive
En 1933, 581 Juifs vivent à Emden sur une population totale de 34 111 habitants. Entre 1933 et 1938, près de 25 % de la population juive quitte la ville : 130 vont émigrer, tandis qu'une cinquantaine s'installent dans d'autres villes allemandes, en raison du boycott économique, de la privation de leurs droits civiques et de nombreux actes de malveillance. Dans la nuit du 28 mars au 29 mars 1933, des troupes de SA brisent un certain nombre de vitrines de magasins juifs. Au début 1934, ce sont les vitres des habitants non-juifs d'Emden qui continuent à acheter dans des magasins juifs qui sont brisées. En 1935, les Juifs se voient interdire l'accès à la piscine municipale. En 1937, 47 entreprises, maisons ou terrains appartenant à des Juifs ont déjà été vendus à des non-Juifs. Jusqu'en 1937, les principaux négociants juifs de bétail gardent leur affaire grâce à leurs distributeurs allemands qui leur font confiance et ignorent le boycott; En 1938-1939, tous les magasins et établissements juifs ont été soit vendus de force à des non-Juifs, soit fermés.
Au 1er septembre 1938, on compte encore 430 habitants juifs à Emden. Fin octobre 1938, cinq familles juives (24 personnes), originaires d'Europe de l'Est, sont expulsées en Pologne. Lors de la nuit de Cristal, du 9 au 10 novembre 1938, la synagogue est incendiée et détruite. Des familles juives sont expulsées de leur habitation et les hommes, femmes et enfants sont maltraités, insultés et raillés. Les rares magasins appartenant encore à des juifs sont pillés. La majorité des hommes juifs sont arrêtés et déportés au camp de concentration de Sachsenhausen et détenus pendant plusieurs semaines. Parmi eux se trouve le rabbin Blum.
Le 8 novembre 1939, il reste encore 320 Juifs sur 34 786 habitants. En février et mars 1940, presque tous les habitants juifs doivent quitter Emden. Ils sont réinstallés dans des grandes villes, dans des Judenhaus (maisons réservées aux Juifs) et condamnés à des travaux pénibles et humiliants.

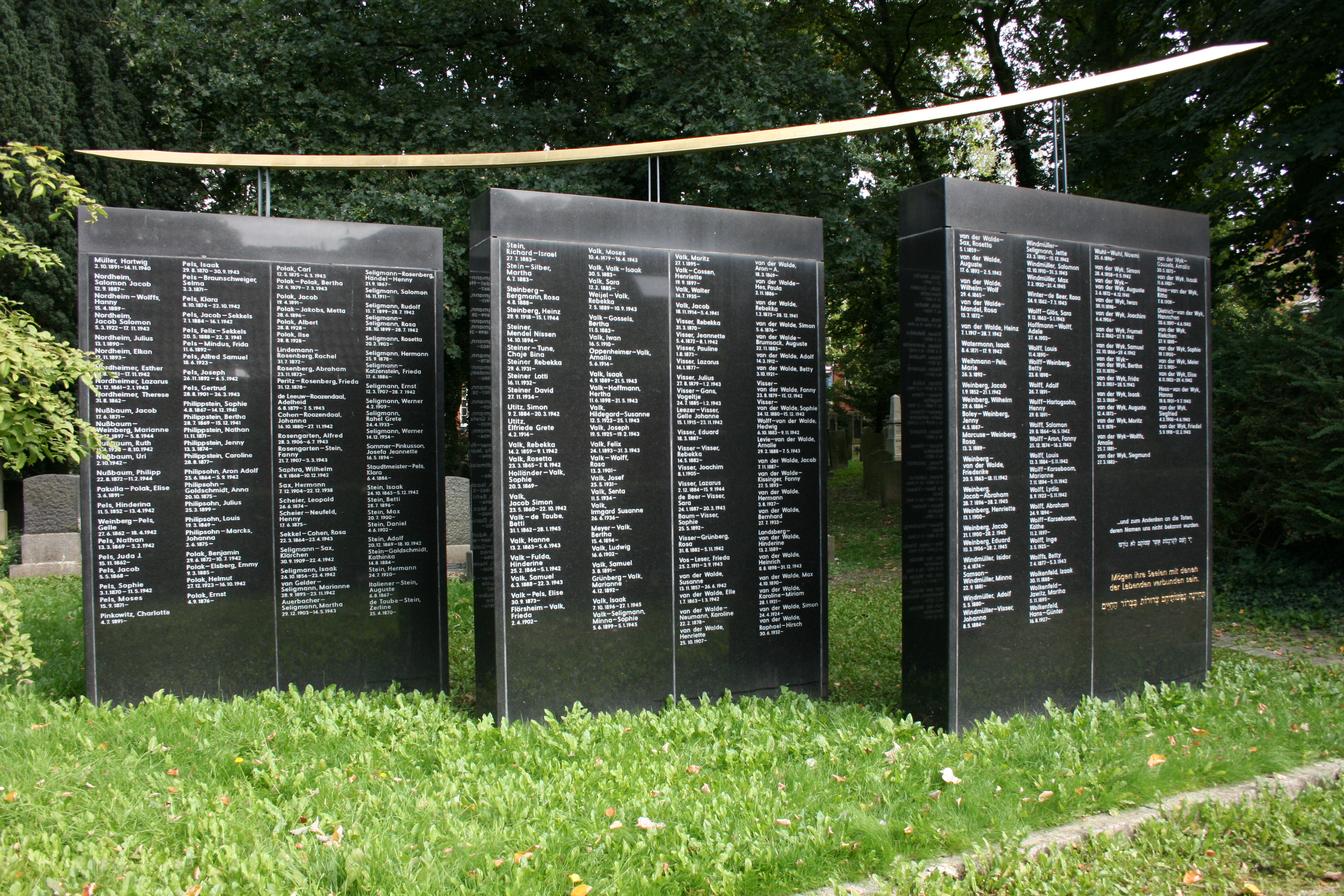
Le mémorial dans le cimetière juif avec le nom desJuifs d'Emden victimes du nazisme

Le Gedenkbuch - Opfer der Verfolgung der Juden unter der nationalsozialistischen Gewaltherrschaft in Deutschland 1933-1945 (Livre commémoratif – Victimes des persécutions des Juifs sous la dictature nazie en Allemagne 1933-1945) répertorient 361 habitants nés à Emden parmi les victimes juives du nazisme. Si on compte aussi les personnes ayant vécu longtemps à Emden, on obtient 383 personnes. Le Historisches Handbuch donne, pour Emden, les noms de 465 Juifs assassinés par les nazis. Cette liste comporte les noms des Juifs réinstallés de force à Emden par les nazis et qui ne sont pas répertoriés sous la référence Emden dans le Gedenbuch. Ces 465 noms sont inscrits sur le mémorial installé en 1990 au cimetière juif d'Emden. Seules 13 personnes reviendront des camps de la mort.

### Après la guerre
Après 1945, seuls quelques anciens habitants Juifs ayant survécu à la période nazie, se réinstallent à Emden. En 1949, une nouvelle communauté est créée, mais elle sera fermée en 1984, quand elle ne comportera plus qu'un seul membre. Depuis lors, les rares habitants juifs d'Emden font partie de la communauté d'Oldenbourg, ville distante de 80 km.
Alors que de nombreuses villes allemandes décident d'installer des Stolpersteine (pierres d'achoppement) de l'artiste Günter Demnig à la mémoire des victimes juives et non juives de la barbarie nazie, le conseil municipal de la ville d'Emden affiche une attitude très négative :   
« Les Stolpersteine sont fondées sur une idée de l'artiste [Günter Demnig]. Les pierres portent le nom de Juifs qui vivaient autrefois en Allemagne. Elles sont intégrées dans la chaussée, si possible, là où les Juifs ont vécu... De nombreuses villes ont déjà mis en œuvre cette idée, par exemple Aurich et Norden. À Emden, un groupe de travail du FDP a repris cette idée, qui est ouvertement soutenue par le SPD et le FDP….
L'intérêt est bel et bien là : La conseillère Eilers a signalé que beaucoup de personnes d'Emden ont déjà signalé leur souhait de soutenir le projet. Celui-ci s'appuie sur des dons : chaque pavé coûte 95 euros et doit avoir un donneur.
 La ville d'Emden n'a fait aucun secret de son scepticisme. L'architecte de la ville, Andreas Docter, a déclaré une fois de plus mercredi soir que les Stolpersteine dans la ville vont "dévaluer" les autres mémoriaux, commémorant les Juifs d'Emden. Il a d'autre part aussi souligné qu'il en coûterait 85 000  à   90 000  euros, pour installer sur les trottoirs d'Emden les Stolpersteine avec les noms des 410 Juifs d'Emden qui ont été expulsés ou assassinés par les nazis… »
.

## Histoire de la synagogue

### La première synagogue
À la fin du XVIe siècle, les familles juives d'Emden disposent d'une salle de prière ou d'une synagogue. Entre 1589 et 1593, le conseil municipal et plus particulièrement le clergé calviniste se plaignent à plusieurs reprises du culte juif et exigent l'expulsion des Juifs de la ville, mais sans succès. L'année de construction de la première synagogue est inconnue, mais une Arche Sainte datant de 1681 se trouvait dans le bâtiment. Cette synagogue est dissimulée entre deux rangées de maisons, entre les anciennes rues Sandpfad, maintenant la  Bollwerkstraße, et Judenstraße (rue des Juifs) maintenant la Max-Windmüller-Straße. En 1835, lors d'un office, une partie du bâtiment s'effondre et les services de l'urbanisme ferment la synagogue pour raison de sécurité.

### La nouvelle synagogue

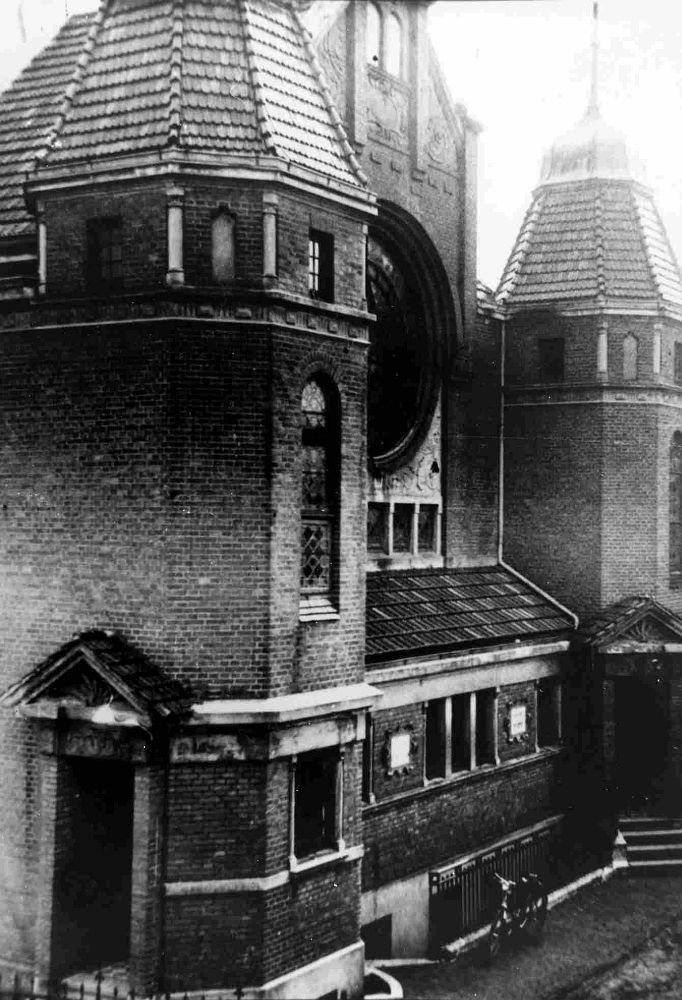
La façade Ouest de la synagogue

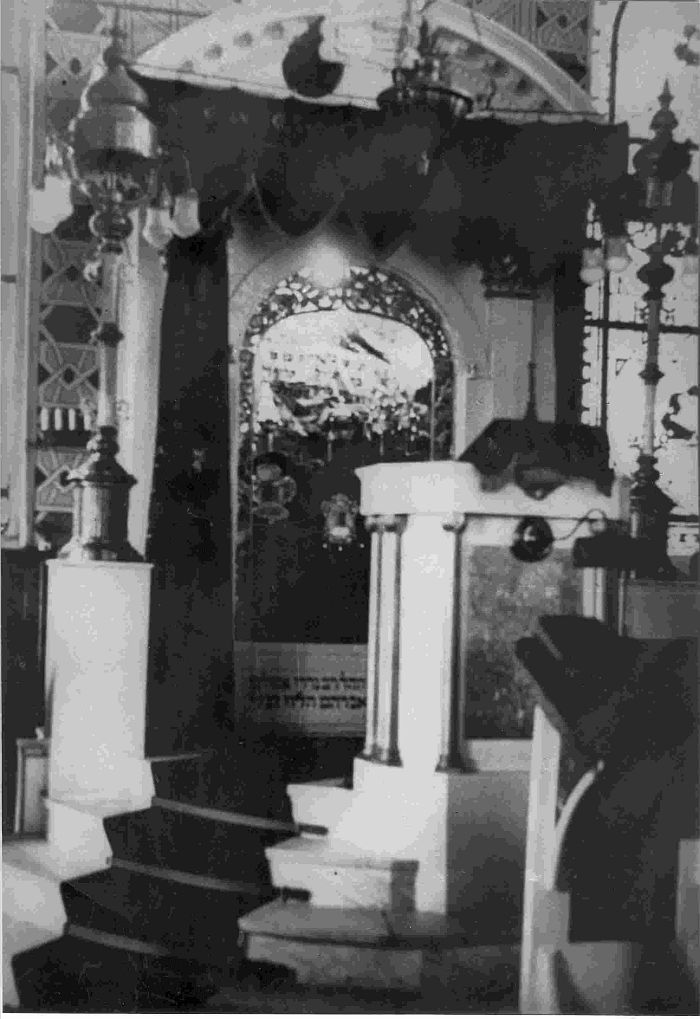
L'Arche Sainte

Une nouvelle synagogue beaucoup plus grande et plus belle est alors construite en 1836 à l'emplacement de l'ancienne. Pour la financer la communauté, malgré les dons reçus, est obligée de contracter des emprunts. L'arche de la synagogue de 1681 est transférée à la nouvelle synagogue. Le rabbin du Land, Abraham Heymann Löwenstamm inaugure solennellement la synagogue.
En 1910, la synagogue est restaurée et agrandie selon les plans de l'architecte du gouvernement Ernst Friedheim, qui est aussi l'auteur de la grande synagogue de la  Bornplatz à Hambourg. Le coût de la transformation s'élève à plus de 60 000 Goldmark. Après transformation, elle dispose de 320 places pour les hommes au rez-de-chaussée, et de 250 pour les femmes dans les galeries du premier étage. En plus du bâtiment principal de 1836, une annexe attenante a été construite abritant un vestiaire, une salle de réunion, un Mikvé (bain rituel), et une chaufferie. Dans la salle de prière, l'Arche Sainte est située, comme dans la plupart des synagogues, sur le mur est, dans la direction de Jérusalem. Devant l'Arche, on trouve la chaire et le pupitre de l'officiant et plus en avant la Bimah pour la lecture de la Torah.
Lors de l'inauguration de la synagogue en 1836, l'ensemble des personnalités de la ville sont présentes. En plus des représentants de la municipalité, des délégués de toutes les églises chrétiennes d'Emden assistent à la cérémonie. En 1910, lors des festivités de reconsécration de la synagogue, la ville est représentée par son bourgmestre, et par une délégation de ses citoyens. En plus, des représentants des églises mennonite, luthérienne et catholique sont présents, mais l'Église évangélique Vieille-réformée de Basse-Saxe (EAK) ainsi que l'Église réformée (calviniste) refusent de participer.
En 1936, malgré l'antisémitisme affiché des autorités locales et d'une grande partie de la population, la communauté juive d'Emden peut encore fêter le 100e anniversaire de la consécration de la synagogue en invitant des dignitaires juifs de l'extérieur.

### La destruction de la synagogue
Lors de la nuit de Cristal, du 9 au 10 novembre 1938, le Kreisleiter (chef d'arrondissement) Bernhard Horstmann, âgé à l'époque de 26 ans, est contacté téléphoniquement à 22h30 par les services du Gauleiter d'Oldenbourg. On lui apprend que des mesures de rétorsion vont être prises contre les Juifs en Allemagne et qu'à 1 heure du matin, toutes les synagogues doivent être incendiées dans l'Empire allemand.
À 23h30, Horstmann confie à son adjoint et chef de service Neeland le soin de préparer, avec l'aide de SS, l'incendie de la synagogue. En même temps, les pompiers d'Emden sont informés de l'action envisagée et sont avertis qu'ils ne seront autorisés à intervenir que pour protéger les maisons avoisinantes et non pour éteindre le feu dans la synagogue. Pendant ce temps là, des troupes de SA s'organisent pour arrêter tous les hommes juifs d'Emden. Vers 1 heure du matin, des groupes de SA et de SS se dirigent vers la synagogue. Selon les instructions données, ces hommes ont retiré leur uniforme et sont habillés en civil, afin de faire croire à une explosion de colère spontanée de la population pour se venger de l'assassinat d'Ernst vom Rath, secrétaire à l'ambassade d'Allemagne à Paris, par le Juif Herschel Grynszpan.

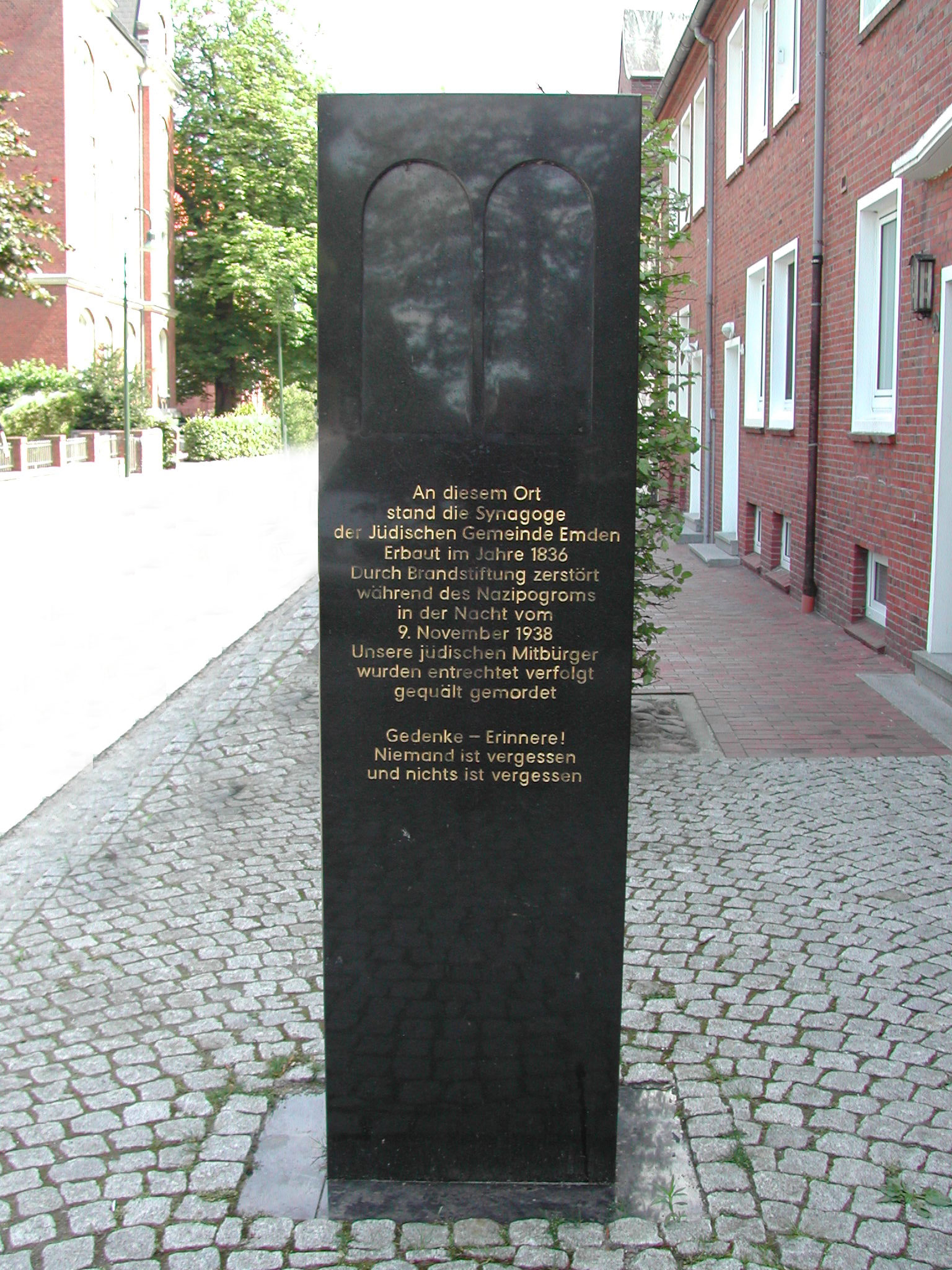
Mémorial sur le lieu de la synagogue détruite par les nazis

Quand Horstmann arrive sur les lieux, il donne l'ordre de mettre le feu au bâtiment. Une violente explosion retentit, mais le feu ne prend pas. Ce n'est qu'après avoir reversé 20 litres d'essence dans la synagogue que le feu va se déchainer et détruire la totalité de la partie est du bâtiment, ne laissant debout qu'une partie du mur ouest, qui sera rasée pendant la guerre. Le lendemain, un groupe d'une soixantaine de membres de la SA se rassemblent devant la synagogue incendiée et contraignent un Juif d'Emden de s'accuser de l'incendie de la synagogue.

### Après la guerre
Après la guerre, l'espace situé entre la Sandpfad et la Judenstraße où se situait la synagogue est nivelé pour y construire des immeubles d'habitation.
Un premier monument commémoratif de la destruction de la synagogue est inauguré en 1986, mais celui-ci est considéré « comme critiquable tant du point de vue technique que créatif » et est remplacé en 1990 par le monument actuel.
Sur le monument est gravé en hébreu et en allemand:
« À cet endroit se tenait la synagogue de la communauté juive d'Emden.
 Construite en 1836 et détruite par un incendie criminel lors du pogrom nazi dans la nuit du 9 novembre 1938. 
Nos concitoyens juifs ont été privés de leurs droits, persécutés, torturés, assassinés. 
Souvenez-vous. Personne n'est oubliée et rien n'est oublié. »
Ainsi que la citation biblique extraite du Livre des Lamentations 5:1: 
« Souviens-toi, Éternel, de ce qui nous est arrivé. »

### Les rabbins
Depuis le XVIIe siècle, Emden est le siège d'un rabbinat, et de 1827 à 1939 le siège d'un rabbinat de région, responsable des communautés juives dans la Frise orientale, puis au cours des décennies suivantes, d'une région plus importante. Le premier rabbin connu est Uri Halewi (Feibisch Emden), né à Brunswick vers 1540-décédé à Amsterdam entre 1620-1625), qui s'installe en Frise orientale après l'expulsion des Juifs de Brunswick. Après être resté 40 ans à Emden, Il quitte la ville en 1602 pour s'installer à Amsterdam. Au XVIIIe siècle, le rabbin le plus fameux est Jacob Emden (1697-1776), fils de Hakham Tzevi Ashkenazi, qui sera rabbin d'Emden pendant trois ans de 1728 à 1733, avant de retourner à Altona, sa ville natale.
On peut citer aussi: Menahem b. Jacob ha-Kohen; Moses Simon b. Nathan ha-Kohen (décédé en 1668); Simon ha-Kohen (décédé en 1725); Abraham b. Jacob (décédé en 1758); Abraham Moses Kelmy ha-Levi; Baruch Köslin; Meïr Glogau b. Aaron (décédé en 1809).
En 1836, la nouvelle synagogue est inaugurée et un édit rattache à Emden la communaté juive d'Aurich, ville distante de 25 km. Le rabbin d'Emden devient alors grand-rabbin de Frise orientale à la mort en 1827 du dernier rabbin d'Aurich:
- 1812-1839 : Abraham Heymann Löwenstamm (né en 1775 à Breslau, décédé en 1839 à Emden) est nommé en 1812 grand-rabbin d'Ems Supérieur et d'Ems Oriental par le consistoire central de Paris après l'annexion par la France de l'Allemagne du Nord. En 1827, il devient grand-rabbin de Frise orientale, poste qu'il occupe jusqu'à sa mort. C'est un rabbin traditionaliste du point de vue religieux, interdisant l'orgue dans la synagogue.
- 1841-1847 : Samson Raphael Hirsch (né à Hambourg en 1808; décédé en 1888 à Francfort-sur-le-Main) ne succède à Löwenstamm qu'en 1841, car la ville d'Aurich bloque sa nomination en essayant de récupérer le siège du rabbinat provincial. Hirsch fait ses études à Hambourg et Mannheim, puis en 1829-1830 à Bonn. Il est d'abord nommé rabbin régional à Oldenbourg en 1830, puis occupe le poste de rabbin régional à Emden de 1841 à 1847. En 1847 il est nommé grand-rabbin de Moravie à Nikolsbourg (Mikulov); En 1851, il devient le rabbin de la communauté orthodoxe Israelitische Religionsgesellschaft (dénommé plus tard Adass Jeschurun) à Francfort-sur-le-Main. Hirsch est partisan de la néo-orthodoxie, s'habille en tenue cléricale, prêche en allemand et lance une campagne pour les droits des Juifs. Il s'occupe de l'éducation des jeunes filles ainsi que des garçons et obtient une aide de l'état pour l'école élémentaire juive.
- 1848-1850 : Dr Josef Isaacson (né en 1811 à Filehne dans la province de Posen actuellement Wieleń en Pologne, décédé en 1885 à Hambourg). Après ses études à Filehne, il est nommé enseignant en Allemagne du Sud, puis à Francfort-sur-le-Main. Il poursuit ensuite des études rabbiniques à Bonn de 1842 à 1844 et est nommé en 1845 rabbin à Francfort-sur-l'Oder. En 1848, il est remplaçant du rabbin régional d'Emden, avant d'occuper de 1850 à 1871 le poste de grand-rabbin à Rotterdam. Il occupera pendant un court temps le poste de rabbin de Filehne, avant de prendre sa retraite à Hambourg.
- 1851-1870 : Dr Hermann Hamburger (né vers 1810 à Prague, décédé en 1870 à Emden). Après des études à Prague, il est nommé en 1839 rabbin de Böhmisch Leipa en Bohême du Nord (actuellement Česká Lípa en République tchèque). En 1851 il devient le rabbin régional à Emden, poste qu'il occupe jusqu'à sa mort, malgré une grave maladie à la fin de sa vie.
- 1871-1873 : Dr Philipp Kroner, le professeur principal et l'officiant à Aurich, occupe provisoirement le poste de rabbin d'Emden.
- 1873/1875-1892: Dr Peter Buchholz (né en 1837 à Bomst dans la province de Posen actuellement Babimost en Pologne, décédé à Emden en 1892). Il étudie à Breslau et obtient son doctorat à Leipzig en 1863. D'abord nommé rabbin à Märkisch-Friedland (actuellement Mirosławiec en Pologne) en 1863, puis à Stargard in Pommern (actuellement Stargard Szczeciński en Pologne) en 1867, il est désigné rabbin régional pour la Frise orientale et Osnabrück avec siège à Emden en 1873, mais n'occupera ce poste qu'à partir du 2 avril 1875. Il s'attaquera à ce qu'il appelle l'indifférentisme religieux.
- 1894-1911 : Dr Jonas Zwi Hermann Löb (né en 1849 à Pfungstadt, décédé en 1911 à Berlin). Il étudie à Berlin et passe son doctorat à Halle en 1874. En 1878, il est nommé rabbin et professeur de religion à Samter dans la province de Posen actuellement Szamotuły en Pologne, puis en 1884, rabbin à Rawitsch dans la province de Posen, actuellement Rawicz en Pologne. De 1894 à 1911, il occupe le poste de rabbin régional à Emden. En 1897 il fonde la Vereinigung traditionell-gesetzestreuer Rabbiner Deutschlands (Association des rabbins d'Allemagne traditionnels et respectueux de la loi). Il meurt dans un hôpital à Berlin.
- 1911 : Dr Abraham Lewinsky, rabbin à Hildesheim, occupe temporairement le poste de rabbin d'Emden.
- 1911/1913-1921 : Dr Moses Jehuda Hoffmann (né en 1873 à Berlin, décédé en 1958 à Petah Tikva en Israël). Après des études à Berlin, il est professeur de religion en 1900-1901 au collège israélite de Fürth, puis en 1901-1903 à Francfort-sur-le-Main. De 1903 à 1911, il occupe le poste de rabbin à Randegg en Autriche, et de 1911/1913 à 1921, il est rabbin régional d'Emden; En 1924 il est nommé rabbin de Breslau. En 1938 il est arrêté et envoyé au camp de concentration de Buchenwald. L'année suivante, en 1939, il émigre en Palestine.
- 1922-1939 : Dr Samuel Blum (né en 1883 à Halberstadt, décédé en 1951 à Tel Aviv) est le dernier rabbin d'Emden. Il fait des études à Halberstadt avant de les poursuivre à Berlin et obtenir son doctorat à Wurtzbourg. En 1908, il est nommé second rabbin de la ville de Posen (Poznań), et de 1914 à 1920, il est rabbin de Pleschen (Pleszew). En 1920, il devient le rabbin orthodoxe de Chemnitz, et depuis avril 1922 rabbin de la ville et rabbin régional à Emden. En 1939, il émigre en Palestine. Témoin de la forte poussée de l'antisémitisme puis de l'arrivée au pouvoir d'Hitler, Blum est un fervent partisan du sionisme religieux.